# 교회정치
교회 정치는 교회 또는 기독교 교파의 운영 및 관리 구조이다. 또한 교회의 목회 구조와 교회 간의 권위 관계를 나타내기도 한다. 종교상의 권위는 교권(敎權)이라고 한다. 정치는 교회론과 관련된 교리, 신학과 밀접하게 관련되어 있다.
교회 정치는 추상적인 기독교 교회의 주제와 특정 기독교 조직의 시스템으로 정의된다. 이 문구는 때때로 민법에서 사용되기도 한다.

## 예시
- 주교제
- 연결제
- 장로제
- 회중제

## 같이 보기
- 로마 가톨릭교회의 교계제도
- 제칠일안식일예수재림교회